# Светско првенство у атлетици у дворани 2018 — 800 метара за мушкарце
Такмичење у трчању на 800 метара у мушкој конкуренцији на Светском првенству у атлетици у дворани 2018. одржано је 2. и 3. марта у Арени Бирмингем у Бирмингему (Уједињено Краљевство).
Титулу светског првака освојену на Светском првенству 2016. није бранио Борис Беријан из САД.

## Земље учеснице
Учествовало је 10 атлетичара из 8 земаља.
1. Бурунди (1)
2. Египат (1)
3. Мароко (1)
4. Пољска (1)
5. САД (2)
6. Уједињено Краљевство (1)
7. Шведска (1)
8. Шпанија (2)

## Освајачи медаља
| Освајачи медаља |           |              |  |  |  |  |
|                 |           |              |  |  |  |  |
|                 |           |              |  |  |  |  |
|                 |           |              |  |  |  |  |
| Адам Кшчот      | Дру Виндл | Саул Ордоњез |  |  |  |  |
| Пољска          | САД       | Шпанија      |  |  |  |  |

## Рекорди
Стање 28. фебруара 2018.
| Рекорди пре почетка Светског првенства 2018. | Рекорди пре почетка Светског првенства 2018. | Рекорди пре почетка Светског првенства 2018. | Рекорди пре почетка Светског првенства 2018. | Рекорди пре почетка Светског првенства 2018. |
| -------------------------------------------- | -------------------------------------------- | -------------------------------------------- | -------------------------------------------- | -------------------------------------------- |
| Светски рекорд                               | 1:42,67                                      | Вилсон Кипкетер, Данска                      | Париз, Француска                             | 9. март 1997.                                |
| Рекорд светских првенстава                   | 1:42,67                                      | Вилсон Кипкетер, Данска                      | Париз, Француска                             | 9. март 1997.                                |
| Најбољи резултат сезоне                      | 1:44,21                                      | Емануел Кипкуруи Корир, Кенија               | Њујорк, САД                                  | 3. фебруар 2018.                             |
| Азијски рекорд                               | 1:45,26                                      | Јусуф Саад Камел, Бахреин                    | Валенција, Шпанија                           | 9. март 2008.                                |
| Афрички рекорд                               | 1:44,21                                      | Емануел Кипкуруи Корир, Кенија               | Њујорк, САД                                  | 3. фебруар 2018.                             |
| Северноамерички рекорд                       | 1:45,00                                      | Џони Греј, Сједињене Државе                  | Зинделфинген, Немачка                        | 8. март 1992.                                |
| Јужноамерички рекорд                         | 1:45,43                                      | Жозе Луиз Барбоса, Бразил                    | Пиреј, Грчка                                 | 8. март 1989.                                |
| Европски рекорд                              | 1:42,67                                      | Вилсон Кипкетер, Данска                      | Париз, Француска                             | 9. март 1997.                                |
| Океанијски рекорд                            | 1:47,48                                      | Рајан Фостер, Аустралија                     | Стејт Колиџ, САД                             | 30. јануар 2010.                             |

### Најбољи резултати у 2018. години
Десет најбољих атлетичара године на 800 метара у дворани пре првенства (1. марта 2018), имале су следећи пласман.
| 1.  | Емануел Кипкуруи Корир | Кенија               | 1:44,21 | 3. фебруар  |
| 2.  | Донован Брејзијер      | Сједињене Државе     | 1:45,10 | 18. фебруар |
| 3.  | Мустафа Смаили         | Мароко               | 1:45,19 | 27. јануар  |
| 4.  | Алваро де Ариба        | Шпанија              | 1:45,43 | 3. фебруар  |
| 5.  | Дру Виндл              | Сједињене Државе     | 1:45,52 | 3. фебруар  |
| 6.  | Мустафа Смаили         | Мароко               | 1:45,96 | 10. фебруар |
| 7.  | Амел Тука              | Босна и Херцеговина  | 1:46,33 | 10. фебруар |
| 8.  | Кајл Лангфорд          | Уједињено Краљевство | 1:46,43 | 29. јануар  |
| 9.  | Адам Кшчот             | Пољска               | 1:46,47 | 6. фебруар  |
| 10. | Семјуел Елисон         | Сједињене Државе     | 1:46,49 | 10. фебруар |

Такмичари чија су имена подебљана учествовали су на СП 2018.

## Квалификационе норме
| дворана | отворено |
| 1:46,50 | 1:44,00  |

## Сатница
| Датум         | Време | Коло          |
| ------------- | ----- | ------------- |
| 2. март 2018. | 20,13 | Квалификације |
| 3. март 2018. | 20,35 | Финале        |

## Резултати

### Квалификације
У квалификацијама такмичари су били подељени у две групе по 5. За финале су се пласирала по 2 првопласирана из сваке групе (КВ) и још 2 на основу постигнутог резултата (кв).,,
| Место | Група | Атлетичар         | Земља                | ЛР      | ЛРС     | Резултат | Белешка   |
| ----- | ----- | ----------------- | -------------------- | ------- | ------- | -------- | --------- |
| 1.    | 1     | Алваро де Ариба   | Шпанија              | 1:45,43 | 1:45,43 | 1:45,44  | КВ        |
| 2.    | 1     | Елиот Џајлс       | Уједињено Краљевство | 1:47,61 | 1:47.61 | 1:45,46  | КВ, ЛР    |
| 3.    | 1     | Дру Виндл         | САД                  | 1:45,53 | 1:45,53 | 1:45,52  | кв, ЛР    |
| 4.    | 2     | Адам Кшчот        | Пољска               | 1:44,57 | 1:46,47 | 1:47,02  | КВ        |
| 5.    | 2     | Мустафа Смаили    | Мароко               | 1:45,96 | 1:45,96 | 1:47,08  | КВ        |
| 6.    | 2     | Саул Ордоњез      | Шпанија              | 1:46,96 | 1:46,96 | 1:47,11  | кв        |
| 7.    | 1     | Андреас Крамер    | Шведска              | 1:46,86 | 1:46,87 | 1:47,21  |           |
| 8.    | 1     | Хамада Мохамед    | Египат               | 1,47,82 |         | 1:47,65  | НРд       |
| 9.    | 2     | Антоан Гакеме     | Бурунди              | 1:46,65 |         | 1:49,66  | ЛРС       |
| —     | 2.    | Донован Брејзијер | САД                  | 1:45,10 | 1:45,10 | ДИСК     | чл:163.3а |

Подебљани лични рекорди су и национални рекорди земље коју такмичарка представља

### Финале
,
| Поз. | Атлетичар       | Земља                | Резултат | Белешка |
| ---- | --------------- | -------------------- | -------- | ------- |
|      | Адам Кшчот      | Пољска               | 1:47,47  |         |
|      | Дру Виндл       | САД                  | 1:47,99  |         |
|      | Саул Ордоњез    | Шпанија              | 1:48,01  |         |
| 4.   | Елиот Џајлс     | Уједињено Краљевство | 1:48,22  |         |
| 5.   | Алваро де Ариба | Шпанија              | 1:48,51  |         |
| 6.   | Мустафа Смаили  | Мароко               | 1:48,75  |         |

### Пролазна времена
| Дистанца | Време   | Атлетичар      | Држава  |
| -------- | ------- | -------------- | ------- |
| 200 м    | 26,73   | Мустафа Смаили | Мароко  |
| 400 м    | 55,77   | Саул Ордоњез   | Шпанија |
| 600 м    | 1:22,41 | Адам Кшчот     | Пољска  |